# Mokhigul Khamdamova
Pour l’article homonyme, voir Afruza Khamdamova.
Mokhigul Khamdamova, née le 2 octobre 1995 à Ferghana (Ouzbékistan), est une athlète handisport ouzbèke, spécialiste du lancer du disque F57. Elle est sacrée championne paralympique de sa catégorie en 2021.

## Carrière
Aux Jeux paralympiques d'été de 2020, Khamdamova remporte l'or au lancer du disque F57 avec un jet à 31,46 m devançant l'Algérienne Nassima Saifi (30,81 m) et la Brésilienne Julyana da Silva (30,49 m).

## Palmarès

### Jeux paralympiques
- médaille d'or du lancer du disque F57 aux Jeux paralympiques d'été de 2020 à Tokyo

### Jeux para-asiatiques
- médaille d'or du lancer du javelot F57 aux Jeux para-asiatiques de 2018 à Jakarta